# (7902) Hanff
(7902) Hanff (1996 HT17) – planetoida z pasa głównego asteroid okrążająca Słońce w ciągu 4,87 lat w średniej odległości 2,87 j.a. Odkryta 18 kwietnia 1996 roku.